# Nikolaj Rimskij-Korsakov
Nikolaj Andrejevitj Rimskij-Korsakov (ryska: Никола́й Андре́евич Ри́мский-Ко́рсаков), född 18 mars 1844 i Tichvin, Guvernementet Sankt Petersburg, Kejsardömet Ryssland, död 21 juni 1908 i Ljubensk, Pskov oblast, Kejsardömet Ryssland,  var en rysk klassisk kompositör.

## Biografi
Rimskij-Korsakov föddes i Tichvin, nära Sankt Petersburg, och visade musikalitet redan vid tidig ålder och fick lektioner i piano. Hans far dog när han var ung och han uppfostrades av sin äldre bror, som sände honom till militärakademin i Sankt Petersburg. Här gick han på operan och såg Michail Glinkas verk och började försöka läsa partitur. Han lärde känna Milij Balakirev, en något äldre kompositör med nationalmusikaliska ideal och den äldre Aleksandr Dargomyzjskij. Balakirev uppmanade honom att påbörja en symfoni, och han arbetade med den andra variationssatsen på ett ryskt tema under den jordenruntsegling han som ung matros fick företa under nästan två år. Havet kom att spela en viktig roll i hans senare kompositioner. Symfonin uruppfördes under Balakirev och Rimskij-Korsakov berättar i sin självbiografi om den applåderande publikens förvåning när tonsättaren kallades in och hade militäruniform. Till Balakirev hade nu även Borodin och Modest Musorgskij anslutit sig, liksom César Cui, som även var kritiker. Nu myntades uttrycket 'den mäktiga klicken' för att beteckna dem. 
Rimskij-Korsakovs första kända komposition var den symfoniska dikten Sadko (1867) som visade hans även för en amatör utan större orkestererfarenhet slående fallenhet för suggestiv instrumentation. Han påbörjade också den andra symfonin, Antar, en programsymfoni över orientaliska motiv om en arabisk sagohjälte. Den liksom Sadko och andra tidigare verk bearbetades så småningom av en tonsättare som lärt sig mycket mer rent tekniskt. Av Antar finns 3-4 versioner. Rimskij-Korsakov föredrog senare på formella grunder att inte betrakta den som en enda symfoni utan en svit av symfonier. Debussy lär en tid ha haft det framåtsyftande partituret på nattduksbordet bredvid sin säng – och nog finns där ekon av den i hans L'Apres midi d'un faun. Rimskij-Korsakovs nästa stora verk var operan Flickan från Pskov. Han hade blivit utsedd till professor i komposition vid det nystartade konservatoriet i Sankt Petersburg på grundval av sina tidigare kompositioner och blev nu, som han säger det själv, konservatoriets bäste elev. Han måste ju först lära sig själv allt det han skulle lära sina studenter. Nu insåg han också sin egen tidigare amatörmässighet. Bland annat skickade han en serie övningsfugor till Tjajkovskij för bedömning. Denne hade ju 'riktig' skolning. 
Bland de mognare verken återfinns utöver revideringar av Sadko, Antar och Flickan från Pskov, de tre kända orkesterverken Capriccio Espagnol (som utlöste ett gratulationsbrev från Tjajkovskij), Scheherazade och Rysk Påsk-uvertyr som tillkom 1887-88. Tidigare finns andra symfoniska dikter (Skazka, det vill säga En Saga) och uvertyrer, en tredje symfoni, ganska litet kammarmusik varav dock en pianokvintett är tämligen ofta spelad, samt en pianokonsert i en sats som förvånade hans vänner med sin pianistiska skicklighet. Själv var Rimskij-Korsakov, till skillnad från vännerna Balakirev och Musorgskij, ingen virtuos pianist. 
Rimskij-Korsakovs senare verk är främst operorna, där de mest kända är Snöflickan  (Snegurotjka), Mlada, Julnatten, Sadko (som utvecklar temat från den symfoniska dikten), Tsarbruden, Tsar Saltan, Kasjtjej den odödlige, Legenden om den osynliga staden Kitezj och jungfrun Fevronija, samt den sista och postumt uppförda Guldtuppen (Le Coq d'or), där det satiriska porträttet av en tsar gav honom problem med den ryska censuren. De flesta av operorna är kan sägas vara ren fantasy, då de oftast baseras på ryska sagomotiv, gärna med texter av Pusjkin och andra.
Rimskij-Korsakov instrumenterade verk av Dargomyzjskij på dennes begäran, och senare bearbetade och utgav han den tidigt avlidne Musorgskijs efterlämnade verk, främst operan Boris Godunov. Här blev bearbetningen kanske väl intensiv och även om Rimskij-Korsakovs Boris klingar utomordentligt så är det stundtals mer Rimskij-Korsakov än Musorgskij över den. Detsamma gäller Musorgskijs ofta spelade En natt på Blåkulla som är mycket olik förlagan. Dock har man mot slutet av 1900-talet i högre grad börjat framföra Musorgskijs musik i original. Tillsammans med Glazunov lade han också ner ett par års arbete med att fullborda och ge ut den också tidigt avlidne Borodins verk. De två skrev bland annat färdigt den ofullbordade operan Furst Igor grundat både på Borodins skisser och eget material.
Motsättningarna mellan Rimskij-Korsakov (och Balakirevs klick) och Tjajkovskij överdrivs ofta. Tjajkovskij skrev sin Romeo och Julia-ouvertyr under överseende av Balakirev och besökte då och då Sankt Petersburg i all vänskaplighet. Klicken uppskattade hans verk, och även om det fanns en viss rivalitet mellan i synnerhet Rimskij-Korsakov och Tjajkovskij så besökte den förre den senare vid hans dödsbädd och dirigerade också minneskonserter över honom. 
Vid revolten 1905, som förebådade den stora senare revolutionen, tog Rimskij-Korsakov parti för studenterna, och avskedades av styrelsen. Men då Glazunov, som vid denna tid var chef för konservatoriet, ingrep, återfick Rimskij-Korsakov sin ställning.
Som elever hade han flera kända tonsättare. Mest kända är Glazunov och Igor Stravinskij som han tog till sig som privatelev under sina sista år och vars tidiga baletter röjer att han lärt sig mycket av den gamle läraren. Stravinskij erkände dock knappast detta beroende förrän på mycket gamla dagar. Även en mycket ung Prokofjev hade Rimskij-Korsakov som lärare.
Rimskij-Korsakov betecknas ibland främst som skicklig instrumentatör och hans orkesterklang är förvisso en av senromantikens rikaste. Men han var även en förnyare inom harmoniken och hans musik och dess stil avviker, trots att han förvärvade en traditionell skolning på egen hand via studier av Bach och Haydn betydligt från de västligare tyskinspirerade idealen. Till det bidrar den folkviseinspirerade melodiken och harmoniken men också ett flitigt experimenterande med impressionistiska klanger, udda skalor och harmoniska omtydningar. I verk som Mlada och Kasjtjej den odödlige är föregångaren till Stravinskij i Eldfågeln tydligt skönjbar. Senare sade Rachmaninov att 'alltsammans är Rimskij-Korsakovs fel'. Med alltsammans menade han den musikaliska modernismen. Och han syftade främst på Guldtuppen som uppvisar en betydande radikalism i tonspråket. Rimskij-Korsakov hade skrivit den klar, just precis, när han fick hjärtproblem och dog 1908.

## Utmärkelser
Asteroiden 4534 Rimskij-Korsakov är uppkallad efter honom.

## Viktigare verk

### Orkesterverk

#### Symfonier
- Symfoni nr 1 ess-moll op. 1 (1867, omarbetad och transponerad till e-moll 1884)
- Symfoni nr 2 op. 9 Antar (1868, omarbetad 1897 och 1903)
- Symfoni nr 3 C-Dur (1873-1874, reviderad 1885-1886)

#### Andra orkesterverk
- Sinfonietta a-moll, op. 31
- Sadko 1867
- Saga (Сказка = Skazka) 1880
- Capriccio Espagnol 1887
- Scheherazade (Sjecherazada) 1888
- Rysk påsk-uvertyr (Светлый праздник) 1888

### Kammarmusik
- Stråkkvartetter 1874, 1897
- Pianokvintett 1876
- Sextett 1876
- Sinfonietta på ryska teman 1879
- Sånger (många)
- Folkvisebearbetningar

### Operor (samtliga)
- Flickan från Pskov (Псковитянка = Pskovitjanka) (1868-1872 (version 1), 1876-1877 (version 2), 1891-1892 (version 3), uruppförande i Sankt Petersburg 1873)
- Bojarskan Vera Sheloga (Боярыня Вера Шелога = Bojarynja Vera Sjeloga) (1877–1878, uruppförande i Moskva 1898)
- Majnatten (Майская ночь = Majskaja notj) (1878–1879, uruppförande i Sankt Petersburg 1880)
- Snöflickan (Снегурочка = Snegurotjka) 1880-1881 (version 1), c:a 1895 (version 2), uruppförande i Sankt Petersburg 1882)
- Mlada (Млада) (1889–1890, uruppförande i Sankt Petersburg 1892)
- Julnatten (Ночь перед Рождеством = Notj pered Rozjdestvom) (1894–1895, uruppförande i Moskva 1895)
- Sadko (Садко) (1895–1896, uruppförande i Sankt Petersburg 1897)
- Mozart och Salieri ((Моцарт и Сальери = Motsart i Saljeri) (1897, uruppförande i Moskva 1898)
- Tsarbruden (Царская невеста = Tsarskaja nevesta) (1898, uruppförande i Moskva 1899)
- Sagan om tsar Saltan (Сказка о царе Салтане, о сыне его, славном и могучем богатыре князе Гвидоне Салтановиче и о прекрасной Царевне Лебеди - Skazka o tsare Saltane) (1899–1900, uruppförande i Moskva 1900) – Med interludiet Humlans flykt
- Servilia (Servilija) (1900–1901, uruppförande i Sankt Petersburg 1902)
- Kasjtjejs död (Кащей бессмертный = Kasjtjej Bessmertnyj) (1901–1802, uruppförande i Moskva 1902)
- Pan Vojevoda (Пан воевода = Pan Vojevoda) (1902–1803, uruppförande i Sankt Petersburg 1904)
- Legenden om den osynliga staden Kitezj och jungfrun Fevronija (Сказание о невидимом граде Китеже и деве Февронии = Skazanije o nevidimom grade Kitezje i deve Fevronii) (1903–1904, uruppförande i Sankt Petersburg 1907) - kallad den ryska Parsifal
- Guldtuppen (Золотой петушок = Zolotoj petusjok) (1906–1807, uruppförande i Sankt Petersburg 1908)

### Filmer med musik av Rimskij-Korsakov (urval)
- 1943 – Den stora stjärnparaden
- 1948 – Jag spelar för dig
- 1971 – Clockwork Orange
- 1972 – Slakthus 5
- 1980 – Atlantic City
- 1987 – Radio Days
- 1996 – Shine
- 2000 – Fantasia 2000

## Skivinspelningar
Mängder av inspelningar av de stora orkesterverken har gjorts genom åren, i synnerhet Scheherazade. Många är bra, men Ansermets sägs vara oöverträffad. På sistone har Gergijev spelat in en rad ryska operor, däribland flera av Rimskij-Korsakov, som The Maid of Pskov, Sadko och Kastjej the Immortal. Intresset synes även ha ökat för andra verk efter Sovjetunionens upplösning. Pianokonserten och pianokvintetten finns inspelade, liksom stråkkvartetterna och en del sånger. Uvertyren till operan Majnatten spelas ofta, liksom sviter ur operorna, i synnerhet Julnatten, Mlada, Tsar Saltan och Guldtuppen. De tre symfonierna (alltså inklusive Antar) finns i inspelningar med Göteborgs symfoniker under ledning av Neeme Järvi på DG.
Det mycket korta stycket Humlans flykt finns i så många inspelningar, att Sveriges Radio för några decennier sedan hade olika inspelningar av "Dagens humla" i ett musikprogram i ett helt år.